# 朱文環
朱文環（1431年—？），字文珮，福建興化府莆田縣人，明朝政治人物。進士出身。

## 生平
福建鄉試第三十七名。成化二年（1466年）丙戌科會試第一百二十七名，殿試登進士第二甲第七十名。

## 家族
曾祖朱祿。祖父朱天保。父亲朱師淵。